# Vodice (Chorvatsko)
Vodice (italsky Vodizze) je město v Šibenicko-kninské župě v Chorvatsku. Leží na pobřeží Jaderského moře, ve střední Dalmácii 11 km severozápadně do Šibeniku. Podle sčítání lidu z roku 2021 zde žilo 8074 obyvatel, z nichž 94,3 % se hlásí k chorvatské národnosti. 
Název města je odvozen od výrazu voda, díky četným vodním pramenům, jimž Vodice kdysi zásobovala své okolí. První zmínka pochází z první poloviny 15. století.

## Charakter a ekonomika města

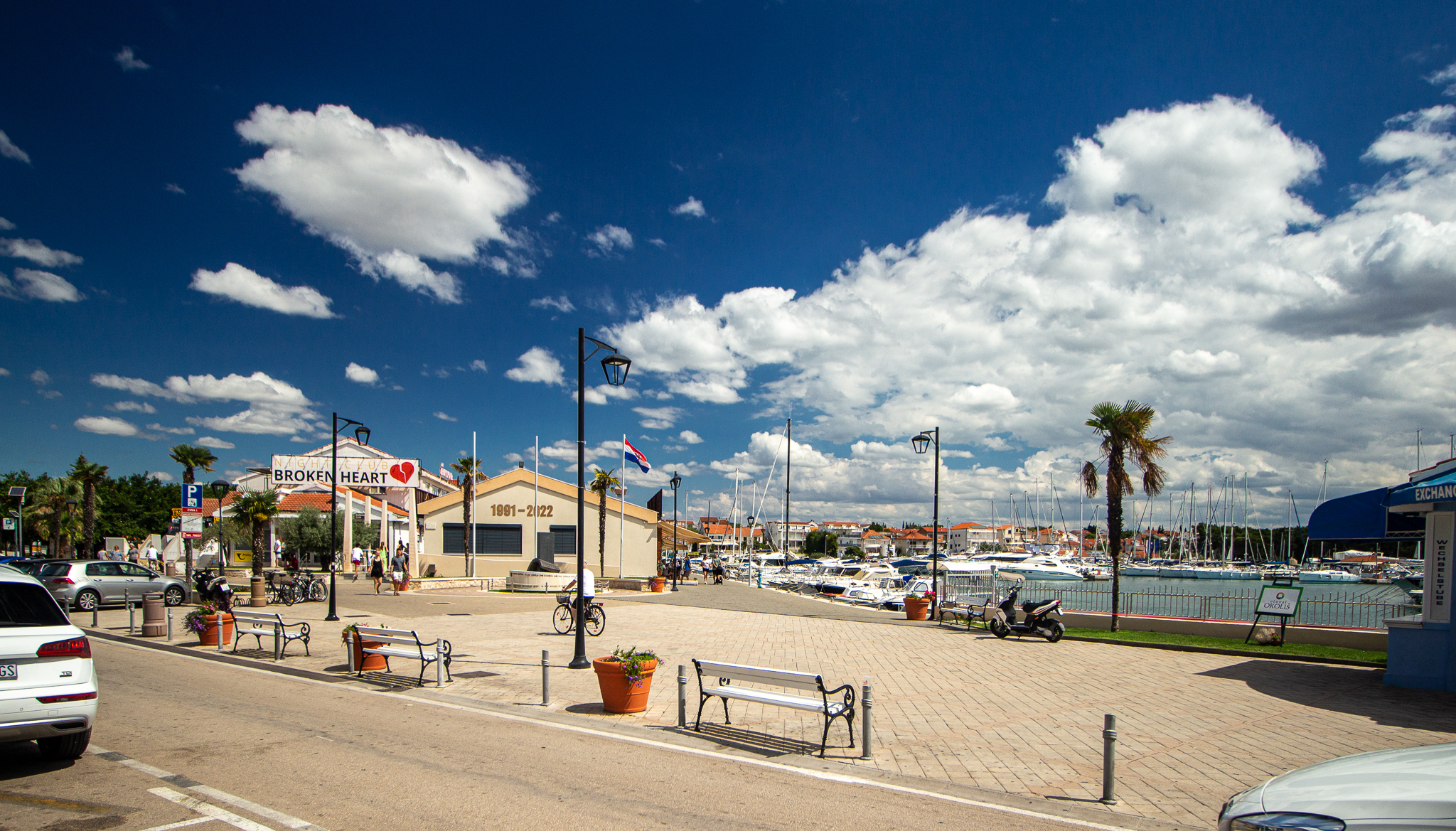
Promenáda a přístav na nábřeží v centru městečka

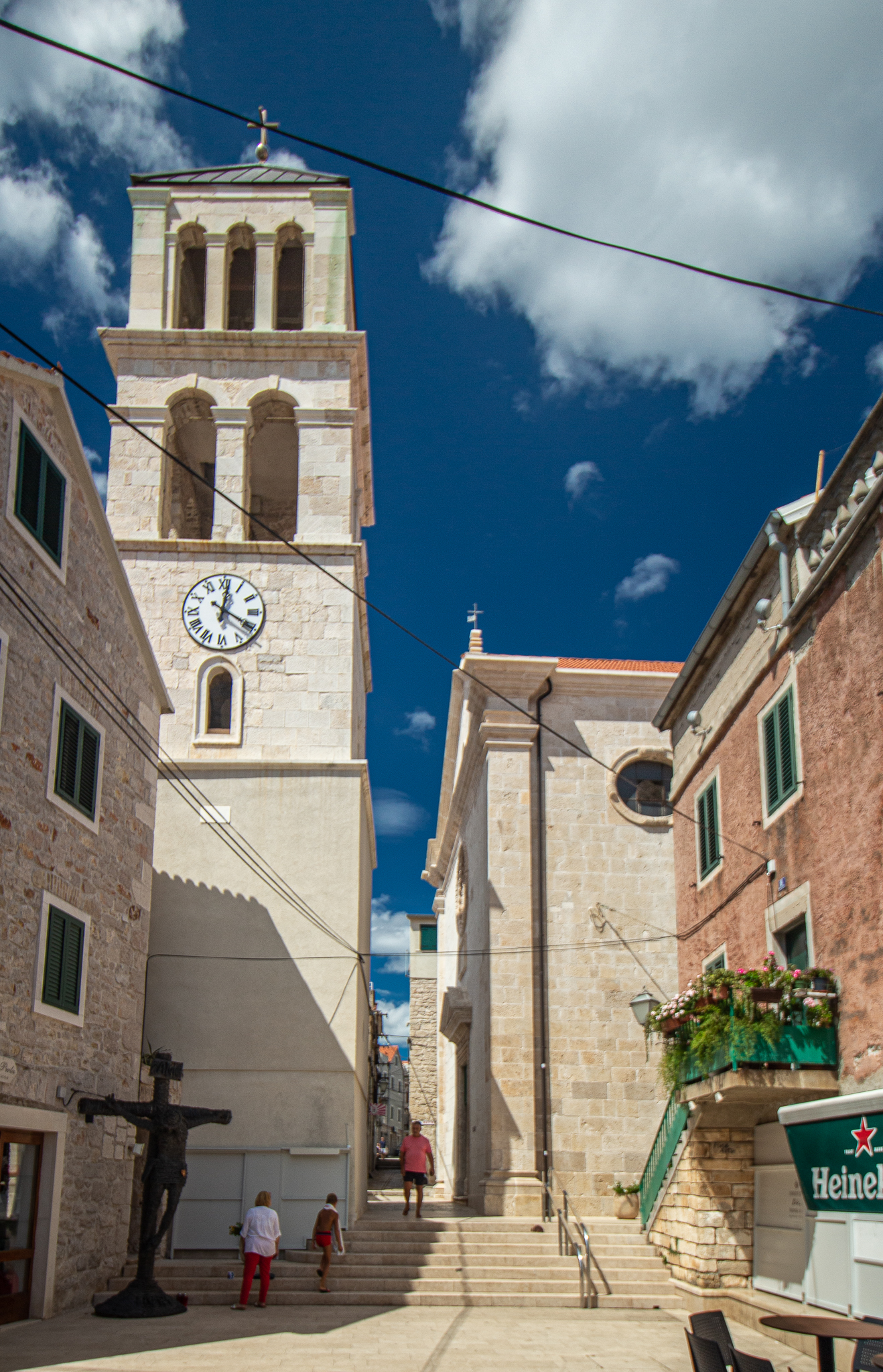
Farní kostel Nalezení svatého Kříže

Vodice je známé přímořské letovisko a velmi oblíbená turistická prázdninová destinace, proto je letní turistika nejdůležitějším průmyslovým odvětvím města. Většina místního obyvatelstva se podílí na turistickém ruchu, poskytuje ubytování turistům ve zdejších hotelech, motelech a penzionech, soukromých apartmánech nebo pokojích. V průzkumech veřejného mínění je již několik let po sobě vyhlášeno třetím nejoblíbenějším dalmatským pobřežním městem. 
V centru města se nachází rozlehlý přístav, ze kterého se konají plavby na blízké ostrovy Prvić, Tijat, Žirje, Kaprije nebo Zlarin. Vodice je též jedním z výchozích míst pro návštěvu Národního parku Kornati nebo Národního parku Krka.
Vodice má rovněž silné zemědělské zázemí. 

## Historie
V době římské nadvlády byla v tehdejší provincii Dalmácie v místech dnešní Vodice založena osada jako Arausa. Písemně je Vodice poprvé zmíněna v historických dokumentech v roce 1402 při stavbě starého kostela sv. Kříže (crkva sv. Križa) na západní straně města. 
V období let 1412-1797 bylo město součástí Benátské republiky. Ve středověku, bylo město obléháno Turky, ale díky svému opevnění z benátských dob se nájezdům ubránila. Tehdejší opevnění se do současnosti nedochovalo, drtivá většina byla rozebrána a použita při stavbě domů v centru města. Dochovala se pouze Čorićova věž (Čorićev toranj) v centru města ze 16. století. V době turecké hrozby se místní obyvatelé uchýlili na nedalekou horu Okit, kde založili osadu a na vrcholku hory roku 1660 postavili kapli Panny Marie Karmelské. Ta byla zničena v roce 1942 italským válečným námořnictvem. V roce 1967 byla obnovena již jako kostel a během občanské války v roce 1991 opět zničen. Současná nová podoba pochází z roku 1995, kdy byl kostel obnoven.
Ze 17. století je pak barokní farní kostel Nalezení sv. Kříže nedaleko Čorićovy věže. 

## Pamětihodnosti
Mezi památkami, které stojí za vidění ve Vodici, jsou starý kostel sv. Kříže (chorvatsky Sveti Križ) dokončený v roce 1421 a barokní farní kostel Nalezení sv. Kříže (župna crkva Našašća sv. Križa) v centru města postavený v roce 1746. 
Dva kilometry od centra města se na hoře Okit nachází nově postavený kostel Panny Marie Karmelské. Okit zároveň nabízí pozoruhodný výhled na celou oblast Vodice, ostrovy Prvić, Zlarin a další pobřežní ostrovy.

## Osobnosti města
Ve Vodici se narodil slavný chorvatský dramatik, spisovatel a scenárista Ivo Brešan (1936–2017).
- Ivana Ergić, Miss Chorvatsko 2006
- Akaba Fržop, zakladatel obce Vodice
- Ante Ivas (* 1939), biskup

## Galerie

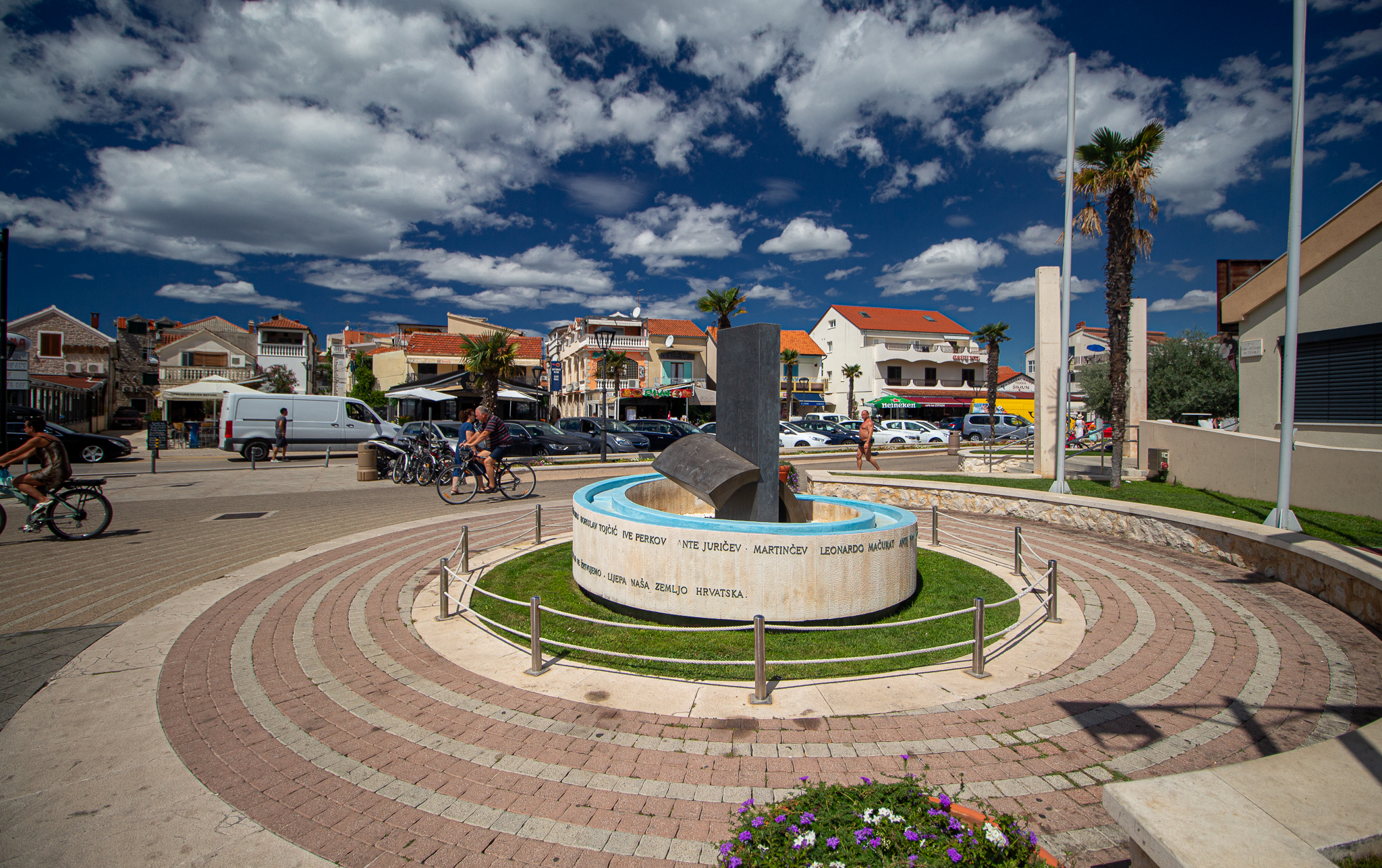
Pomník obětem Chorvatské války za nezávislost
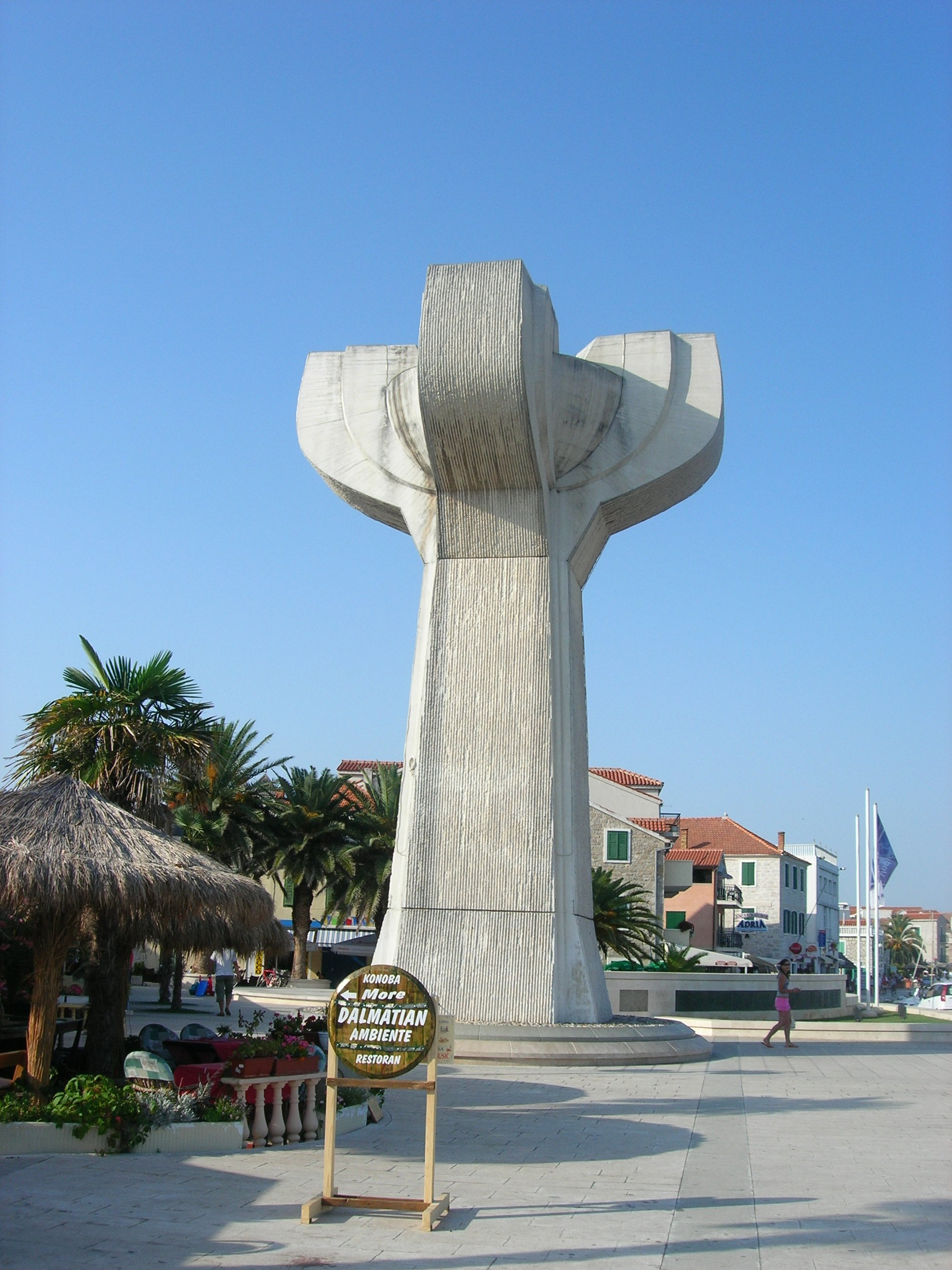
Pomník obětem druhé světové války
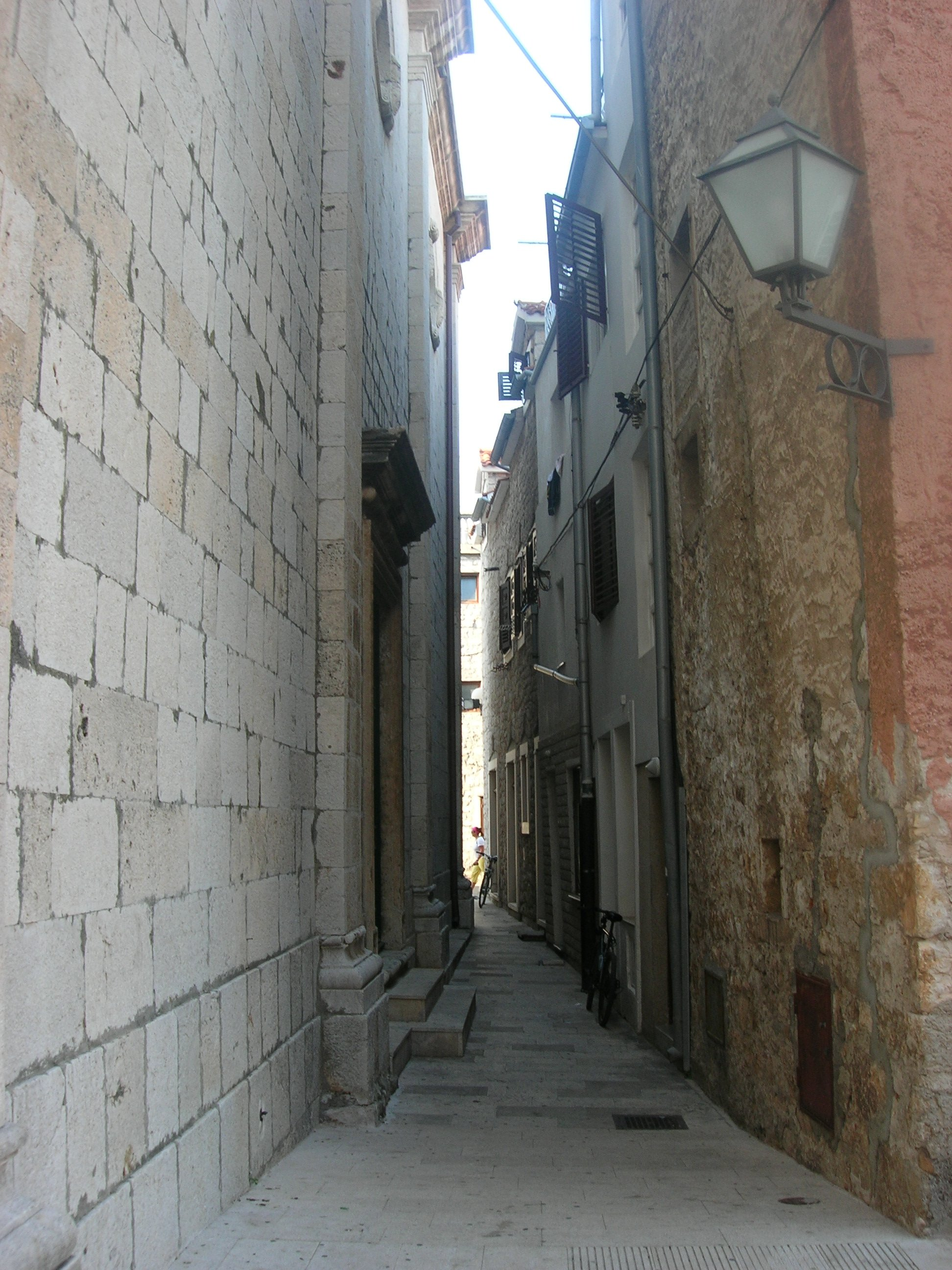
Nejužší ulice ve Vodici
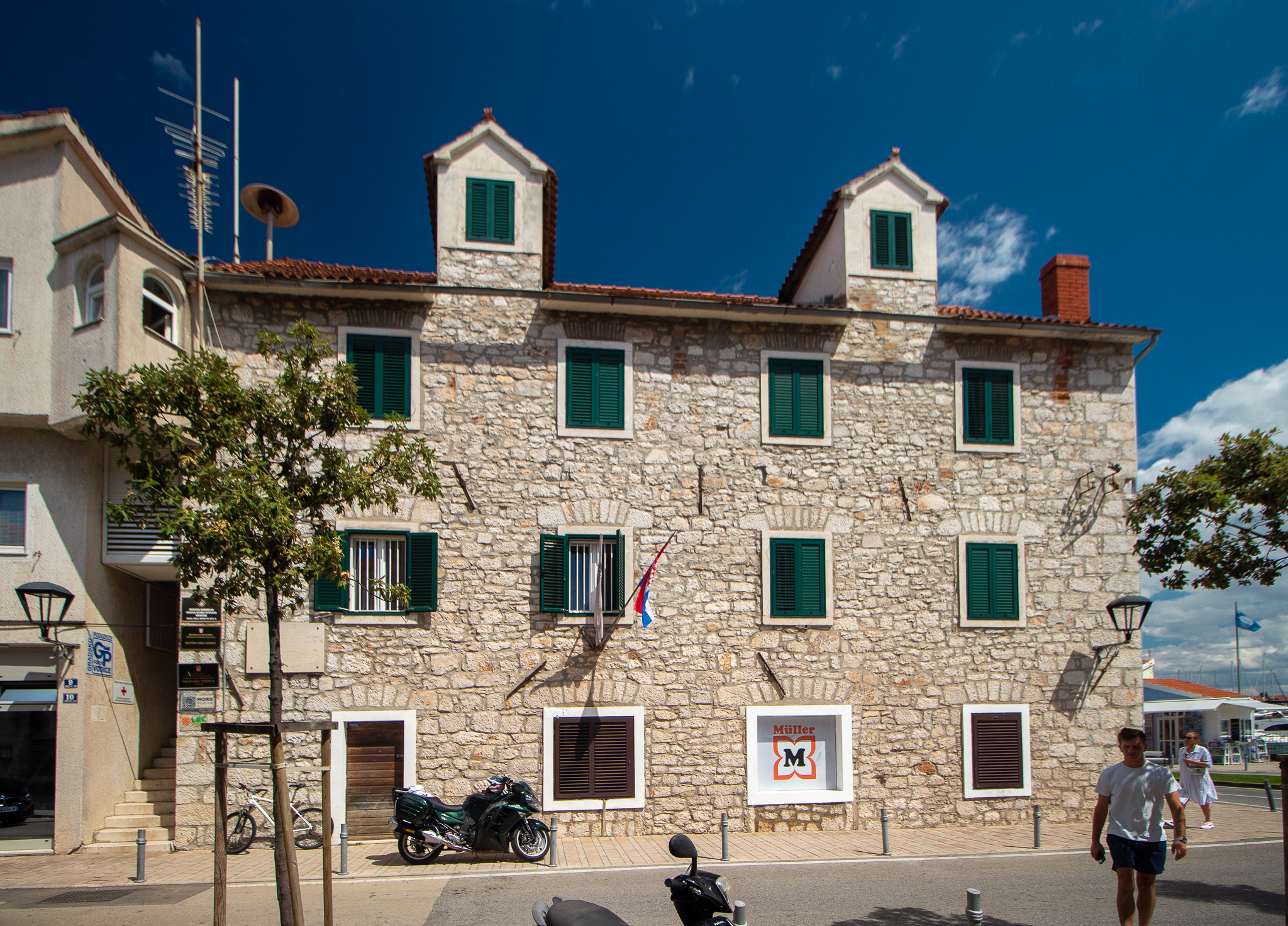
Budova státní správy v centru města
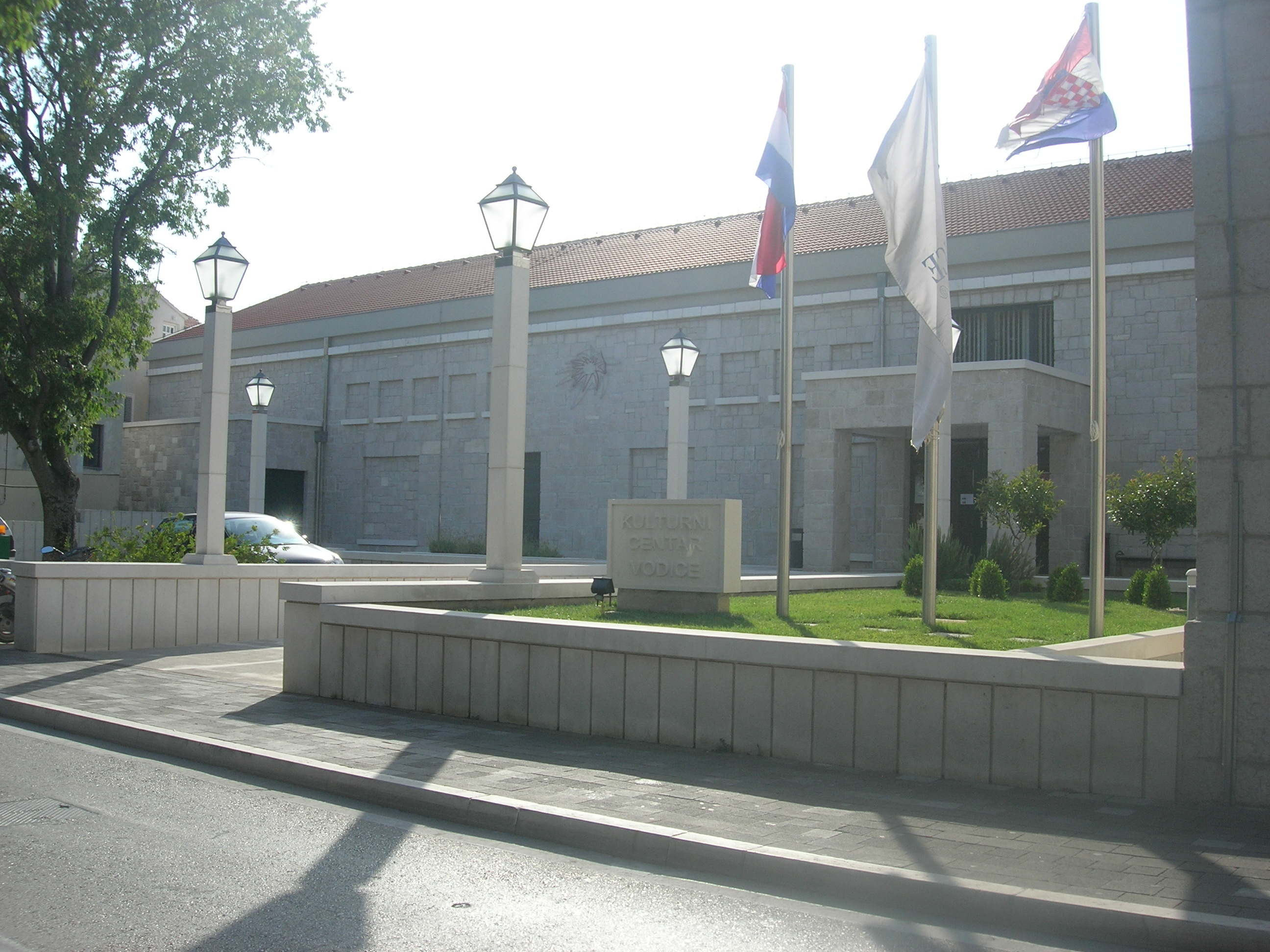
Kulturní centrum
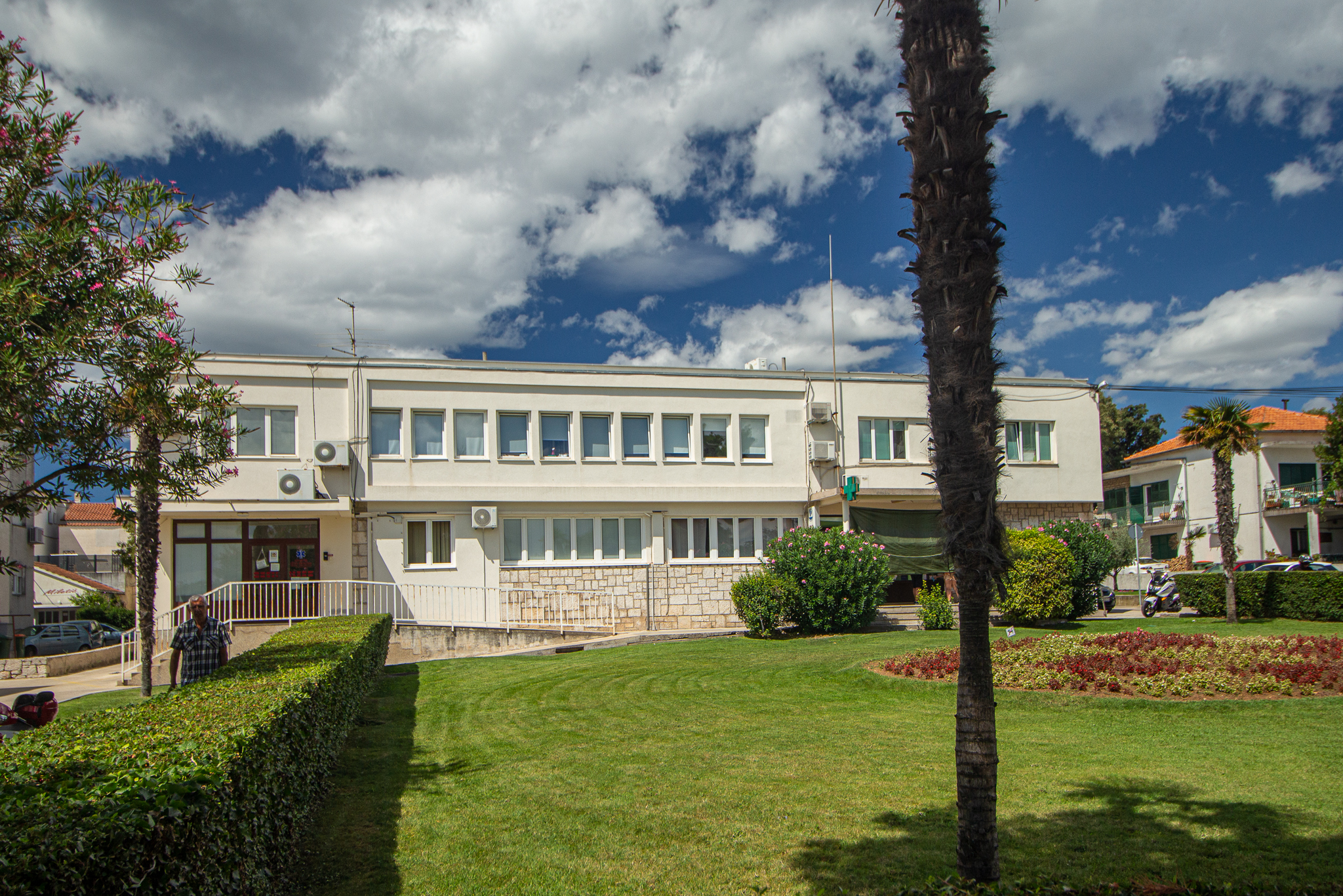
Zdravotnické středisko